# Мухин, Валентин Григорьевич
Валенти́н Григо́рьевич Му́хин (20 декабря 1926; город Лепель ныне Витебской области — 13 апреля 2005; город Москва) — Герой Советского Союза (22 июля 1966), заслуженный лётчик-испытатель СССР (20 сентября 1967), генерал-майор авиации (1981).

## Биография

Могила Мухина на Троекуровском кладбище Москвы.

Родился 20 декабря 1926 года в городе Лепель ныне Витебской области Республики Беларусь в семье военнослужащего Мухина Григория Денисовича. В связи со службой отца в детстве жил в различных городах страны и за рубежом — Смоленске, Хабаровске, Чите, Дзамын-Удэ (Монголия), Тюмени, Славянске (Донецкая область, Украина). В 1944 году окончил Одесскую спецшколу ВВС, находившуюся в эвакуации в городе Пенджикент (Таджикистан).
В армии с июля 1944 года. Начал обучение в Одесской военной авиационной школе лётчиков (находившейся в городе Фрунзе, Киргизская ССР), но в декабре 1944 года был переведён в Ташкентскую военно-авиационную школу стрелков-бомбардиров (город Чирчик, Узбекистан), которую окончил в 1945 году. В 1949 году окончил Качинское военное авиационное училище лётчиков, в котором до 1951 года был лётчиком-инструктором.
В 1953 году окончил Школу лётчиков-испытателей, в 1959 году — вечернее отделение Жуковского филиала Московского авиационного института.
В 1953—1957 — лётчик-испытатель Лётно-исследовательского института. Поднял в небо и провёл испытания опытного самолёта Е-50; провёл испытания истребителей МиГ-17СФ и МиГ-17ПФ на динамический потолок.
В 1957—1989 — лётчик-испытатель ОКБ А. С. Яковлева. Долгое время был старшим лётчиком-испытателем ОКБ. Поднял в небо и провёл полные испытания первого отечественного самолёта вертикального взлёта и посадки Як-36. Поднял в небо и провёл испытания реактивных боевых самолётов Як-28И и Як-28Л, спортивного Як-30, самолёта вертикального взлёта и посадки Як-38. Участвовал в испытаниях всех самолётов, разработанных и построенных в ОКБ за этот период — боевых Як-25, Як-27 и Як-28; пассажирских Як-40 и Як-42; спортивных Як-18, Як-30 и Як-32, а также их модификаций. Совершил ряд рекламных полётов на пассажирских самолётах Як-40 и Як-42 за рубежом.
За мужество и героизм, проявленные при испытании новой авиационной техники, Указом Президиума Верховного Совета СССР от 22 июля 1966 года полковнику Мухину Валентину Григорьевичу присвоено звание Героя Советского Союза с вручением ордена Ленина и медали «Золотая Звезда».
В 1985—1991 годах работал начальником лётно-испытательного комплекса ОКБ А. С. Яковлева. С февраля 1992 года генерал-майор авиации В. Г. Мухин — в отставке.
Жил в Москве. Трагически погиб в автодорожном происшествии 13 апреля 2005 года. Похоронен на Троекуровском кладбище в Москве.

## Мировые авиационные рекорды
Установил 3 мировых авиационных рекорда: в 1961 году — рекорд высоты на самолёте Як-32, в 1981 году — 2 рекорда грузоподъёмности и дальности на самолёте Як-42.
| № | Дата       | Класс ФАИ      | ID ФАИ | Самолёт | Наименование рекорда                          | Результат    |
| - | ---------- | -------------- | ------ | ------- | --------------------------------------------- | ------------ |
| 1 | 22.02.1961 | C-1-d, гр. III | 14635  | Як-32   | Высота полёта                                 | 14.283 м     |
| 2 | 29.01.1981 | C-1-m, гр. III | 8903   | Як-42   | Максимальный груз, поднятый на высоту 2.000 м | 20.186 кг    |
| 3 | 15.12.1981 | C-1-m, гр. III | 8644   | Як-42   | Дальность полёта по прямой                    | 6.144,820 км |

Класс C-1-d — сухопутные самолёты с взлётным весом от 1.750 кг до 3.000 кг.

Класс C-1-m — сухопутные самолёты с взлётным весом от 45.000 кг до 60.000 кг.

Группа III — летательные аппараты с турбореактивными двигателями.

## Награды и звания
- Герой Советского Союза (22.07.1966);
- орден Ленина (22.07.1966);
- орден Октябрьской Революции (26.04.1971);
- орден Красного Знамени (21.08.1964);
- медали.
- Государственная премия СССР (1981) — за создание пассажирского самолёта Як-42.
- Заслуженный лётчик-испытатель СССР (20.09.1967).